# Initiativgruppe Lager Mühlberg

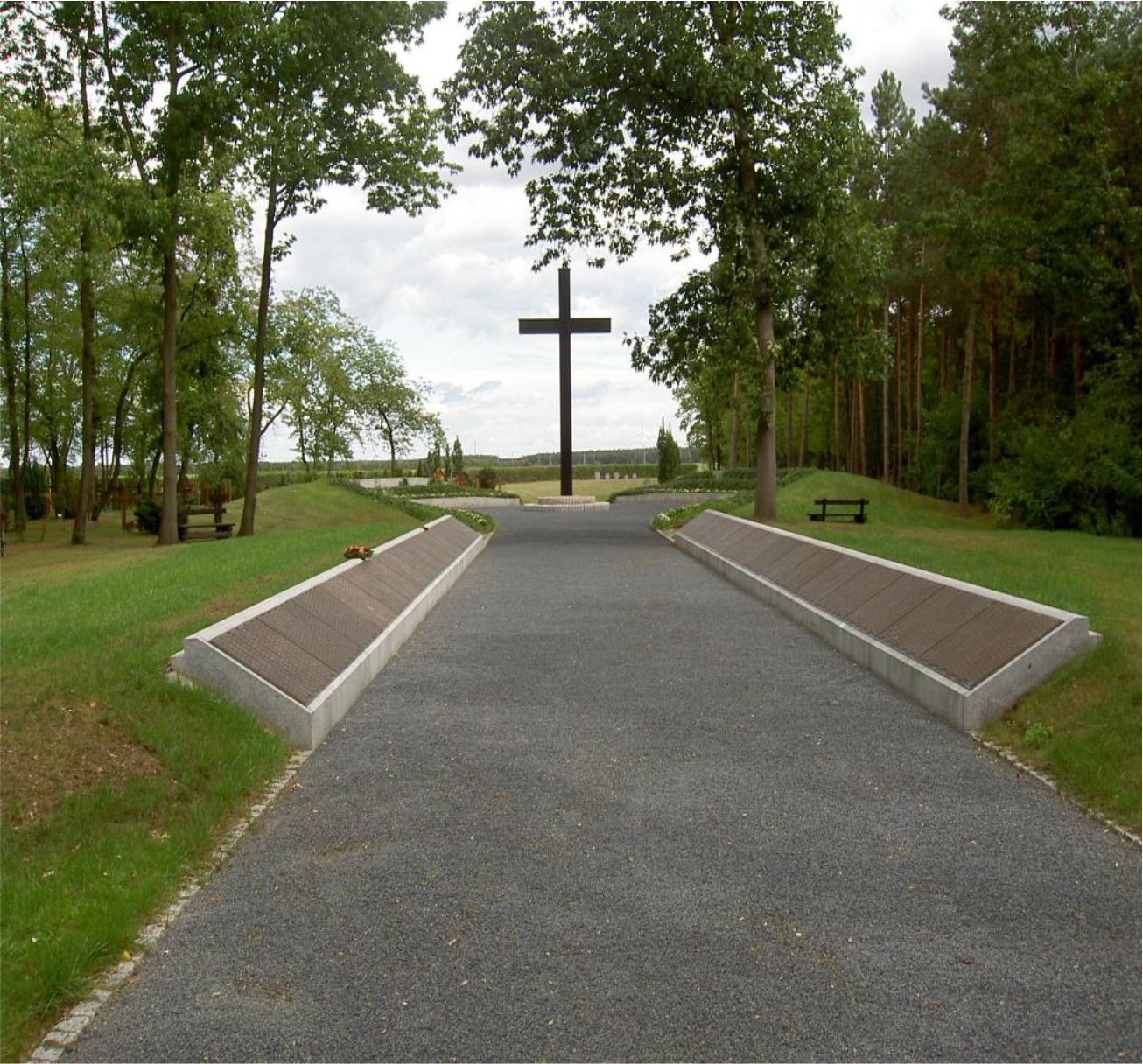
Gedenkstätte auf dem Lagergelände

Die Initiativgruppe Lager Mühlberg e. V. (ILM) ist ein Verein mit dem Ziel der Aufarbeitung der Geschichte des deutschen Kriegsgefangenen-Stammlagers IV B und des sowjetischen Speziallagers Nr. 1 in der Nähe der Stadt Mühlberg/Elbe. Besonderes Augenmerk des Vereins liegt auf der Vertretung der Interessen ehemaliger Kriegsgefangener und Inhaftierter des Speziallagers sowie deren Angehöriger.

## Historischer Ort
Das Stammlager IV B (Stalag IV B, auch Stalag IV-B geschrieben) war ein von der Wehrmacht 1939 erbautes Stammlager für Kriegsgefangene nordöstlich von Mühlberg/Elbe. Insgesamt durchliefen während des Zweiten Weltkriegs etwa 300.000 Kriegsgefangene das Lager, von denen etwa 3.000 im Lager ums Leben kamen.
Ab August 1945 betrieb die sowjetische Geheimpolizei NKWD bis Herbst 1948 auf demselben Gelände das Speziallager Nr. 1 Mühlberg mit insgesamt etwa 21.800 Inhaftierten, von denen mindestens 6700 Personen im Lager ums Leben kamen.
Nach der Schließung des Lagers wurden die Baracken nach Johanngeorgenstadt abtransportiert. Das verlassene Lagergelände wurde aufgeforstet. Die Speziallager blieben bis Ende 1989 ein Tabuthema in der DDR; so durfte auch über die Opfer von Mühlberg nicht gesprochen werden, nicht einmal über die Existenz des Lagers. Gedenkveranstaltungen für die Toten des Stalag IV-B fanden auf dem Friedhof von Neuburxdorf statt. Im Gedenkstättenführer des Instituts für Denkmalpflege in der DDR war bei „Neuburxdorf“ der Name „Mühlberg“ nicht erwähnt; bei „Mühlberg“ fehlte der Hinweis auf das Stalag IV-B.

## Vereinsgeschichte, Mitgliederzahl und Ziele
Die ILM wurde am 11. Januar 1991 von ehemaligen Inhaftierten des Speziallagers Nr. 1 Mühlberg gegründet. Im Sommer 1991 vereinigte sich der Verein mit der Arbeitsgruppe Internierungslager des Runden Tisches der Stadt Mühlberg/Elbe. Erster Vorsitzender war Gottfried Becker. Seit 2001 wird die ILM von Pfarrer Matthias Taatz geleitet.
Zwischen 1995 und 2008 lag die Mitgliederzahl der ILM konstant bei etwa 450 Personen.
Zu den wesentlichen Zielen der ILM gehören laut Satzung:
- Sammeln und Veröffentlichen von Informationen über die im Lager gefangenen Menschen sowie Einrichtung und Erhaltung eines Archivs für wissenschaftliche Arbeiten
- Information Überlebender und Hinterbliebener, Organisation von Gedenkfeiern für die Opfer und Unterstützung bei den Bemühungen um Wiedergutmachung
- Errichtung und Erhalt von Erinnerungsstätten auf dem Lagergelände, im Mühlberger Stadtmuseum und an anderen geeigneten Orten

## Tätigkeit des Vereins
Der Initiativgruppe Lager Mühlberg e. V. ist es zu verdanken, dass die Geschichte des Speziallagers Nr. 1 Mühlberg nicht in Vergessenheit geraten ist.
Anders als in anderen Lagern mit doppelter Vergangenheit, wo sich zumindest in den ersten Jahren nach 1989 das Verhältnis zwischen den Überlebenden des Lagers der NS-Zeit und denen des Speziallagers schwierig und konfliktreich gestaltete, hat sich die Initiativgruppe Lager Mühlberg von Anfang an darum bemüht, die Geschichte beider Lager zu dokumentieren und an beide Inhaftierten-Gruppen zu erinnern. Neben anderen vertraten besonders Matthias Taatz und Achim Kilian die Auffassung, dass nur die vollständige Wahrheit und nur die Wahrnehmung auch anderer Opfergruppen der damaligen Zeit zur dauerhaften Aussöhnung führen kann.

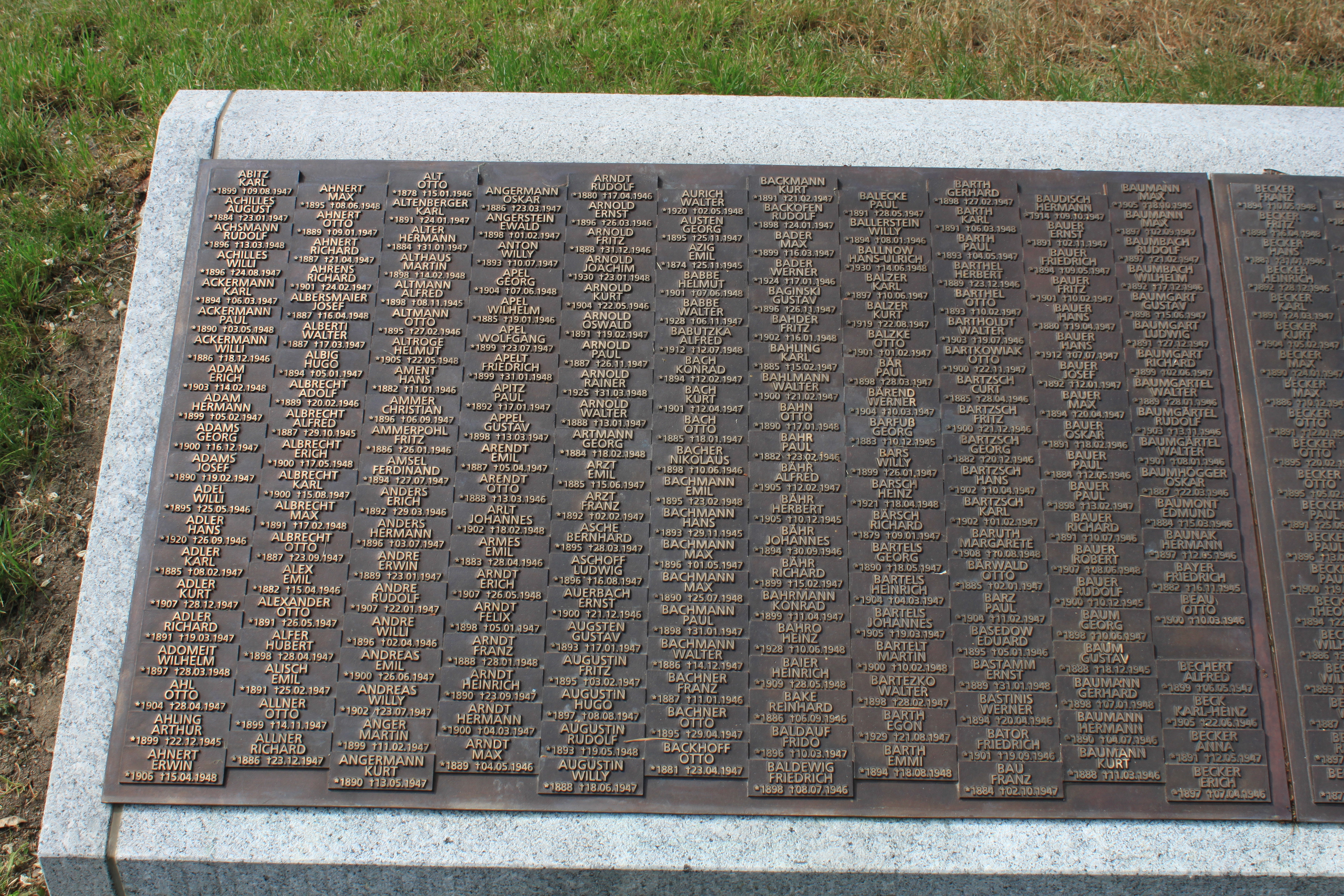
Bronzetafel mit den Namen der Opfer des sowjetischen Speziallagers

Die Vereinsmitglieder machten zunächst in Arbeitseinsätzen die Lagerstraße wieder sichtbar und legten die Fundamente einer Baracke frei.
Mit Unterstützung des Landes Brandenburg und vieler freiwilliger Helfer wurde eine würdige Gedenkstätte errichtet, in der ein großes Gedenkkreuz sowie viele Einzelkreuze und -gedenksteine von Angehörigen an das begangene Unrecht erinnern. 2008 wurden Bronzetafeln mit den Namen von 6766 Todesopfern des sowjetischen Speziallagers eingeweiht. Die Initiativgruppe Lager Mühlberg trug bis 2012 wesentlich zur Errichtung eines Informationspfades auf dem Lagergelände bei. Auf ursprünglich 17 (jetzt 18) Glasstelen können sich Besucher der Gedenkstätte über die Geschichte beider Lager informieren. Über die Errichtung und Pflege der Gedenkstätte in Mühlberg hinaus hat die Initiativgruppe Lager Mühlberg auch in anderen Orten das Anbringen von Gedenktafeln oder andere Formen von Gedenkarbeit unterstützt, so in Rochlitz, Olbernhau und Thallwitz. Weitere Aktivitäten der Initiativgruppe Lager Mühlberg beinhalten Führungen durch das Lagergelände, Zeitzeugengespräche und Wanderausstellungen. 2014 wurde gemeinsam mit der Gedenkstätte Buchenwald eine Ausstellung zum Thema der selbstgefertigten Keramik im Speziallager gestaltet.
Die ILM erinnert einmal jährlich am ersten Sonnabend im September bei einem Mahn- und Gedenktreffen an die Eröffnung des Speziallagers 1945 durch die sowjetische Geheimpolizei NKWD. In diesem Rahmen findet immer eine besondere Gedenkfeier für die Opfer des deutschen Kriegsgefangenenlagers Stalag IV-B auf der Kriegsgräberstätte Neuburxdorf statt. Zu den Festrednern des Treffens zählten in der Vergangenheit Joachim Gauck (2004), Jörg Schönbohm (2008), Johanna Wanka (2009) und Ulrike Poppe (2013). Auch am Volkstrauertag finden jährlich Gedenkveranstaltungen auf dem Lagergelände statt. Ein wesentlicher Erfolg der Arbeit der Initiativgruppe war 2017 der Erhalt des Gedenkstättengeländes, das drohte, einem Kiesabbau zum Opfer zu fallen.
Die ILM gehört zum Dachverband Union der Opferverbände Kommunistischer Gewaltherrschaft (UOKG). Das Archiv der ILM ist Kooperationspartner der Deutschen Digitalen Bibliothek.
Über die Arbeit der ILM wird regelmäßig in lokalen und überregionalen Medien berichtet.

## Auszeichnungen
- 2016: Preis für Denkmalpflege des Landkreises Elbe-Elster für den Beitrag zum Aufbau der Gedenkstätte Lager Mühlberg.[19]
- 2020: Sonderpreis des Karl-Wilhelm-Fricke-Preises der Bundesstiftung zur Aufarbeitung der SED-Diktatur[20]

## Veröffentlichungen (Herausgeberschaft)
- Seit 1991 erscheint mindestens zweimal jährlich der Rundbrief der Initiativgruppe Lager Mühlberg e. V. ZDB-ID 2645900-0
- 1998: Im Auftrag der Initiativgruppe Lager Mühlberg: Wir waren schon halbe Russen. Dokumentarfilm von Dirk Jungnickel, Produzent: Wolfgang Schwaneberg
- 2000: Informationsheft für Besucher der Gedenkstätte des ehemaligen Kriegsgefangenenlagers der Deutschen Wehrmacht Stalag IV B von 1939 bis 1945 und des nachfolgenden Speziallagers Nr. 1 des NKWD/MWD der sowjetischen Besatzungsmacht von 1945 bis 1948 Mühlberg/ElbeOCLC 915002709
- 2001: Achim Kilian: Gedanken zu Mühlberg. OCLC 76186191
- 2004: Im Auftrag der Initiativgruppe Lager Mühlberg: Elisabeth Schuster (Hrsg.): Reite Schritt, Schnitter Tod! : Leben und Sterben im Speziallager Nr. 1 des NKWD Mühlberg, Elbe. ISBN 978-3-936592-02-3 (seitdem mehrere Auflagen)
- 2008: Totenbuch : Speziallager Nr. 1 des sowjetischen NKWD, Mühlberg/Elbe ISBN 978-3-00-026999-8
- 2010: Kriegsgefangenenlager Stalag IV B : 1939 bis 1945 ; Speziallager Nr. 1 des sowjetischen NKWD, 1945 bis 1948. OCLC 767937308
- 2010: Andreas Weigelt: Chronik der Initiativgruppe Lager Mühlberg e. V. OCLC 756367270
- 2016: Uwe Steinhoff, Heike Leonhardt: 25 Jahre Initiativgruppe Lager Mühlberg e. V. : Streiflichter. ISBN 978-3-00-053813-1
- 2017: Eberhard Hoffmann: verführt verfolgt verdrängt : Bilanz eines deutschen Lebens. ISBN 978-3-00-058667-5